# Jean-Baptiste Piron
Pour les articles homonymes, voir Piron.

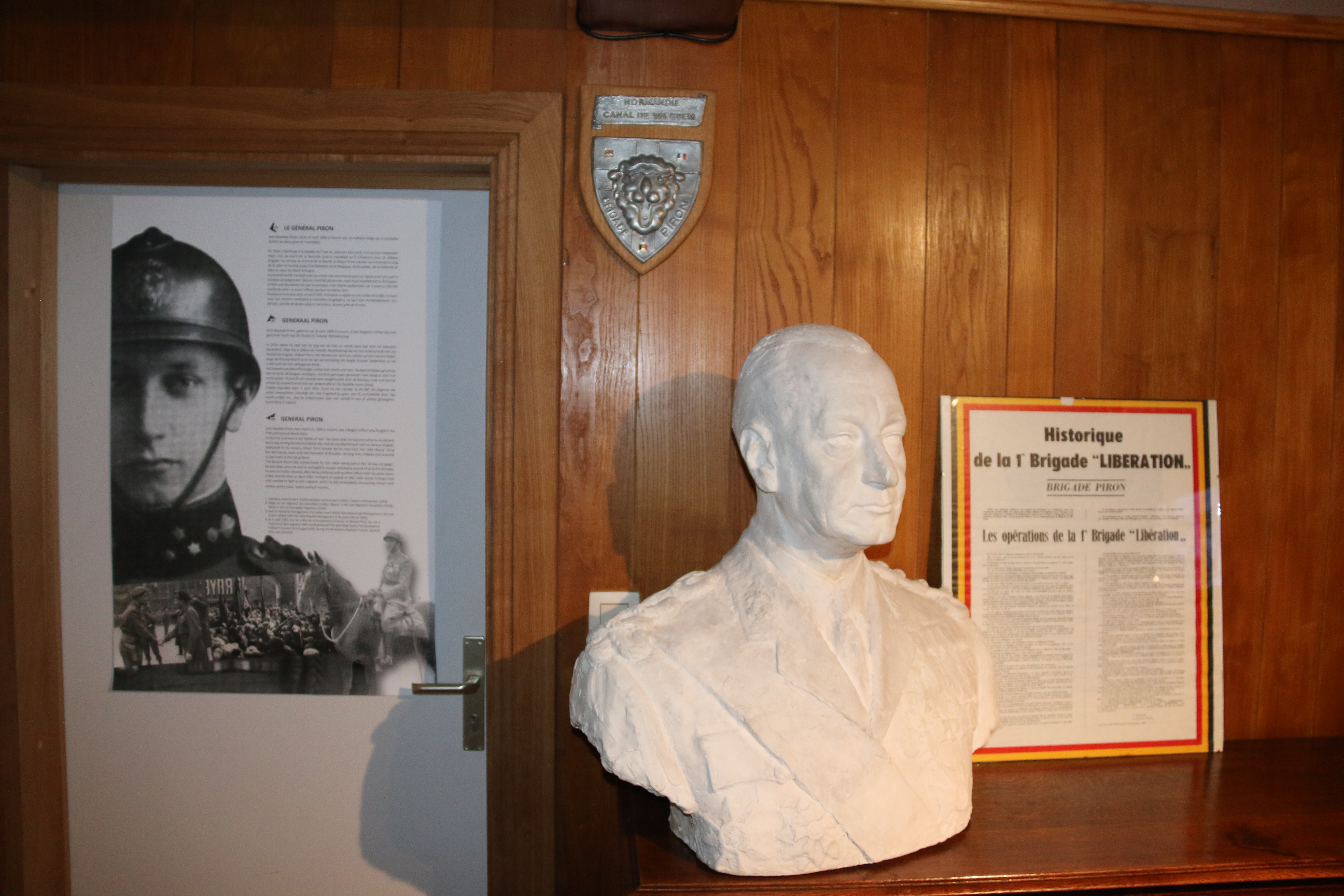

Jean-Baptiste Piron (né le 10 avril 1896 à Couvin - mort le 4 septembre 1974 à Uccle) est un général de l'armée belge. Il est le commandant de la 1re brigade belge, dite brigade Piron, des Forces belges libres qui combat avec les Alliés lors de la libération de l'Europe pendant la Seconde Guerre mondiale.

## Biographie
Jean-Baptiste Félicien Louis Joseph Piron, né le 10 avril 1896 à Couvin, est le fils de Louis Piron, professeur, et d'Élise Chrétien. Le 12 octobre 1929, il épouse Suzanne Dupont à Renaix.
En 1913, il s'engage dans l'armée belge et est admis à l'âge de 17 ans à l'École militaire.

### Première Guerre mondiale et entre-deux-guerres
Lors de la Première Guerre mondiale, il connaît son baptême du feu à Hautem-Sainte-Marguerite comme chef de peloton au sein du 2e bataillon du 2e régiment de ligne. Il combat lors de la bataille de l'Yser et est promu lieutenant en mars 1916. Il change de régiment mais en octobre 1917 est hospitalisé à Cabourg pour une appendicite. Inapte pour quelques mois pour servir dans l'infanterie, il passe à l'aéronautique. Il devient observateur à la 6e escadrille de reconnaissance. Il sera blessé à la suite d'un atterrissage forcé. À la fin de la guerre, il est nommé capitaine à l'âge de 22 ans. Il poursuit alors sa carrière militaire  reprenant ses études à l'École Militaire et en sort onzième de promotion en 1920, puis à l'École de Guerre, ce qui le pousse vers un poste à l'état-major du 2e corps d'armée à Anvers. Il rejoint ensuite un régiment de grenadiers puis, nommé commandant, intègre le régiment de cyclistes frontière à Henri-Chapelle. En mars 1936, il est nommé major au 1er régiment de grenadiers.

### Seconde Guerre mondiale
Au début de la guerre, en septembre 1939, il intègre l'état-major du 5e corps d'armée. En mai 1940, l'armée belge est défaite en 18 jours et capitule le 28 mai. Les officiers belges sont internés à Maria-ter-Heide mais Piron s'en évade. En avril 1941, il quitte la Belgique et après un très long périple via Marseille, l'Espagne, il arrive à Gibraltar. De là, il rejoint Greenock en Écosse le 6 janvier 1942 à bord du MS Batory.
À cette date, une unité belge a déjà été constituée en Angleterre mais n'est pas opérationnelle. Après un court passage à l'état-major des forces terrestres belges, en avril 1942, il est nommé officier supérieur chargé de la formation du 1er bataillon de fusiliers, d'une batterie d'artillerie et de l'escadron blindé. Pour diriger l'ensemble, il crée alors son propre petit état-major avec le lieutenant René Didisheim (né le 5 janvier 1907, docteur en droit) et le commandant Cannepeel. Il retourne à l'état-major des forces belges qui viennent d'être mises officiellement à la disposition des Alliés, soit 2 ans après leur constitution. En décembre 1942, à la suite d'un entretien avec le Premier ministre belge en exil, il prend le commandement de ce qui est devenu le 1er groupement belge qu'il va continuer à former en vue d'un débarquement en Europe. En avril 1943, il est nommé lieutenant-colonel, puis quelques jours avant l'envoi de ses troupes en Normandie, colonel. Fin juillet et début août, sa brigade débarque en Normandie. À son grand dam, l'état-major allié l'avait laissée en réserve, ne prévoyant de l'utiliser que lors de la libération de la Belgique. C'est sur sa pression que la brigade, désormais appelée Brigade Piron, débarque plus tôt en Normandie pour combattre en France. Alors que les principaux combats en Normandie sont sur leur fin, la brigade libère la côte est du Calvados, Cabourg, Trouville-sur-Mer, Villers-sur-Mer, passe la Seine et s'apprête à combattre pour la libération du Havre quand elle est retirée du front. Début septembre, elle est envoyée en urgence, sur le front qui avance rapidement dans le nord de la France, les troupes alliées commençant à entrer en Belgique. La brigade suit les troupes britanniques pour la libération de Bruxelles et participe à la libération de la Belgique, à la bataille des Ardennes et aux durs combats en Hollande fin 1944 - début 1945.

### Après-guerre
En septembre 1945, Jean-Baptiste Piron est nommé aide de camp du Prince Régent. Il commande alors la 2e division d'infanterie belge. Il est promu général-major en décembre de la même année. En décembre 1946, il prend le  commandement des troupes belges d'occupation en Allemagne. Un an plus tard, en décembre 1947, il est nommé lieutenant-général. En janvier 1951, il devient chef de l'état-major de la Force terrestre belge puis président du comité des chefs d'état-major (équivalent de chef d'état major des armées belges) ainsi qu'aide de camp du roi Baudouin. Il prend sa retraite en juillet 1957 après plus de 45 ans d'armée et 2 guerres.
Il meurt le 4 septembre 1974, à 78 ans le jour anniversaire de son entrée dans Bruxelles libéré. Il est enterré dans la pelouse d'honneur 40-45 du cimetière de Molenbeek-Saint-Jean, commune de la Région de Bruxelles-Capitale.

## Livres publiés
- Souvenirs 1913-1945, La Renaissance du Livre, Bruxelles, 1969.

## Hommages
Il est fait citoyen d'honneur de la ville de Mons en 1947. Une épée d'honneur, œuvre de Pierre Soete, lui est offerte par la commune de Molenbeek-Saint-Jean en 1948.
Un certain nombre de lieux publics et de monuments perpétuent sa mémoire :
- Place général Piron à Couvin, anciennement Place-verte, par décision du 25 mai 1948 du Conseil communal de Couvin. Un monument y a également été érigé.
- Avenue Brigade Piron à Molenbeek-Saint-Jean. Celle-ci est bordée par le parc des Muses dans lequel se trouve un monument à la mémoire de la Brigade Piron.
- Avenue Brigade Piron à Villers-sur-Mer, anciennement avenue de la Gare.
- Rue Brigade Piron : Ranville, Dives-sur-Mer, Houlgate, Blonville-sur-Mer, Honfleur et Montignies-sur-Sambre.
- Rue général Piron à Noville-les-Bois et à Tournai.
- Rue Colonel Piron à Fléron.

## Distinctions
- Six citations à l'ordre du jour de l'armée belge lors de la Première Guerre mondiale[3].
- Grand-croix de l'ordre de la Couronne avec palme en 1945 (Belgique)[3].
- Officier de l'ordre de Léopold II (Belgique).
- Croix de guerre 1940-1945[3] avec palme en 1945 (Belgique).
- Grand-croix de l'ordre d'Adolphe de Nassau en 1948 (Luxembourg).
- Distinguished Service Order (Royaume-Uni)[3].